# Il carretto fantasma
Il carretto fantasma (Körkarlen; letteralmente "Il Carrettiere") è un film del 1921 diretto da Victor Sjöström, tratto dall'omonimo romanzo della scrittrice svedese Selma Lagerlöf pubblicato nel 1912. È una saga nella quale il regista-attore si cimenta in alcune sperimentazioni, come contrasti di luce, angolazioni anomale, sovraimpressioni.

## Trama
Il racconto si sviluppa su una leggenda scandinava secondo la quale le anime dei defunti sono raccolte per conto della Morte da un lugubre carrettiere fantasma che cede la sua incombenza all'anima di colui che perisce in peccato mortale allo scoccare della mezzanotte dell'ultimo giorno dell'anno.
Il protagonista della storia è David Holm, un uomo ormai tubercolotico ridottosi al vagabondaggio e all'alcolismo a causa di balorde amicizie; nella notte di San Silvestro David viene invocato al suo capezzale dalla giovane Edit, fondatrice nel capodanno precedente del locale ricovero dell'Esercito della Salvezza, ma egli rifiuterà l'estremo appello di colei che unica gli aveva ripetutamente offerto soccorso e che gli aveva chiesto di render conto in quell'ora della propria condotta esattamente un anno prima. Il gesto disumano scatena le ire dei compagni di bevuta con i quali David si intrattiene nel cimitero cittadino e qui scoppia una rissa nella quale il protagonista viene colpito a morte.
Come previsto, sui rintocchi dell'orologio pubblico sopraggiunge il carretto fantasma guidato da Georges, amico del defunto e protagonista dell'ultimo suo aneddoto, il quale, ammettendo la propria responsabilità nell'aver dato origine alle disgrazie dell'ultima anima obbligata a raccogliere, le rammenta il suo lungo discendere nell'abiezione, il male inflitto a sua moglie e alle due figliolette un tempo adorate, l'abbandono a sé del giovane fratello (finito in carcere per aver commesso un omicidio) e soprattutto le sofferenze patite per sua colpa da Edit, della quale ignorava il sincero amore e della cui mortale consunzione si scopre responsabile, essendosi lei esposta ai germi presenti sul suo cappotto che aveva amorevolmente rammendato la notte di un anno prima.
Condotta da Georges dalla moribonda Edit, l'anima di David si strugge dai rimorsi e il suo pentimento è così profondo da ottenere la ricompensa eccezionale di poter ritornare in vita e di impedire che sua moglie, nella disperazione più cupa, ponga termine alla propria vita e a quella delle loro bambine. Nel freddo tugurio l'uomo si riconcilia con la sua donna, le cui lacrime potranno terminare di scorrere solo quando si sarà estinta completamente ogni sua sofferenza, e proferisce una preghiera pregna del suo rinsavimento: «Signore, lascia che la mia anima maturi prima che venga raccolta».

## Stile
È stato scritto che il film è l'illustrazione concreta di una metafora e lo stile risulta totalmente innovativo anche considerando l'importanza basilare dell'opera nella storia del cinema, che è «più contemporaneo di L'anno scorso a Marienbad che degli altri film anni Venti». La storia è basata su un romanzo di Selma Lagerlöf,  che riprende leggende contadine, anacronistiche considerato che vanno di pari passo «l'idealizzazione della vecchia Svezia (...) con la realtà della Svezia del suo tempo, in pieno movimento e in fase d'industrializzazione accelerata».

## Distribuzione
Nei paesi anglosassoni è conosciuto anche con altri nomi: The Phantom Carriage, The Phantom Chariot, The Stroke of Midnight e Thy Soul Shall Bear Witnes.
La pellicola è entrata nel pubblico dominio negli Stati Uniti.